# Station 19 (6.ª temporada)
A sexta temporada da série de televisão dramática estadounidense Station 19 foi encomendada em 11 de janeiro de 2022 pela ABC, estreou em 6 de outubro de 2022 e foi finalizada em 18 de maio de 2023, contando com 18 episódios. A temporada foi produzida pela ABC Signature, em associação com a Shondaland Production Company e Trip the Light, com Peter Paige, Alexandre Schmitt, Zoanne Clack, Betsy Beers e Shonda Rhimes como produtores executivos, Paris Barclay como diretor de produção e produtor executivo da série e Krista Vernoff, servindo como a showrunner e produtora executiva. A temporada foi ao ar na temporada de transmissão de 2022-23 às noites de quinta-feira às 20h, horário do leste dos EUA.
Esta é a primeira temporada a não contar com o membro original do elenco Okieriete Onaodowan como Dean Miller, cuja saída foi anunciada em novembro de 2021, bem como é a primeira a contar com Josh Randall como Sean Beckett e Merle Dandridge como Natasha Ross no elenco principal, depois de participações recorrentes na temporada passada. É também a primeira e única temporada com Pat Healy como Michael Dixon no elenco principal, após uma breve participação na temporada anterior e recorrência nas temporadas 3 e 4.
A sexta temporada é estrelada por Jaina Lee Ortiz como Andy Herrera, Jason George como Ben Warren, Boris Kodjoe como Robert Sullivan, Grey Damon como Jack Gibson, Barrett Doss como Victoria Hughes, Jay Hayden como Travis Montgomery, Danielle Savre como Maya Bishop, Stefania Spampinato como Carina DeLuca, Carlos Miranda como Theo Ruiz, Josh Randall como Sean Beckett, Merle Dandridge como Natasha Ross e Pat Healy como Michael Dixon.
A temporada terminou com uma média de 5.24 milhões de espectadores e ficou classificada em 41.º lugar na audiência total e classificada em 32.º no grupo demográfico de 18 a 49 anos.

## Enredo
A série segue um grupo de bombeiros heroicos do Corpo de Bombeiros de Seattle na Estação 19, desde o capitão até o mais novo recruta em suas vidas pessoais e profissionais.

## Elenco e personagens
| - Jaina Lee Ortiz como Tenente Andrea "Andy" Herrera - Jason George como Benjamin "Ben" Warren - Boris Kodjoe como Tenente Robert Sullivan - Grey Damon como Tenente Jack Gibson - Barrett Doss como Victoria "Vic" Hughes - Jay Hayden como Travis Montgomery - Danielle Savre como Tenente Maya DeLuca-Bishop - Stefania Spampinato como Dra. Carina DeLuca-Bishop - Carlos Miranda como Tenente Theo Ruiz - Josh Randall como Capitão Sean Beckett - Merle Dandridge como Chefe Natasha Ross - Pat Healy como Michael Dixon | - Tricia O'Kelley como Kitty Dixon - Kelly Thiebaud como Eva Vasquez - Rob Heaps como Eli Stern - Anna Daines como Brooke | - Chandra Wilson como Dra. Miranda Bailey - Ellen Pompeo como Dra. Meredith Grey |

### Participações
- Niko Terho como Dr. Lucas Adams
- Ritesh Rajan como Clarke Wright
- Rigo Sanchez como Rigo Vasquez[8]
- Patricia De León como Elena Herrera
- Annie Sertich como Peggy Knox
- Nina Millin como Dayna Rutledge
- Iman Nazemzadeh como Jonathan Bright
- Caterina Scorsone como Dra. Amelia Shepherd
- Kelly McCreary como Dra. Maggie Pierce
- Kim Raver como Dra. Teddy Altman
- Anthony Hill como Dr. Winston Ndugu
- Ben Browder como Capitão Wilson
- Aniela Gumbs como Zola Grey Shepherd
- Tracie Thoms como Dra. Diane Lewis
- Antonio Jaramillo como Tomás Silva
- Dinora Walcott como Pam Williams
- Joel McKinnon Miller como Reggie Paulson
- Emerson Brooks como Robel Osman
- Jaicy Elliot como Dra. Taryn Helm[8]
- Riley Smith como Capitão Drew Farris
- Kiele Sanchez como Kate Powell
- Andrew Yackel como Milo
- Jayne Taini como Masha Smith
- Shane Hartline como John Maddox
- Shaun Heard como Dan Barnes
- Harry Shum Jr. como Dr. Benson "Blue" Kwan
- Michael Grant Terry como Oficial Jones

## Episódios
| N.º na série | N.º na temp. | Título                                                      | Dirigido por    | Escrito por                            | Exibição original       | Audiência (milhões) |
| --- | ------------ | ----------------------------------------------------------- | --------------- | -------------------------------------- | ----------------------- | ------------------- |
| 78 | 1            | "Twist and Shout"                                           | Stacey K. Black | Krista Vernoff & Kiley Donovan         | 6 de outubro de 2022    | 4.20                |
| São 6 meses depois. Herrera dá aula de defesa pessoal. Bishop e DeLuca ainda estão tentando engravidar. Gibson está tentando encontrar sua irmã adotiva. A equipe da estação 19 é chamada para um acidente de carro e, ao chegar, percebe a chegada de um tornado. Montgomery vai a um evento para conhecer os candidatos. Depois que a ameaça do tornado passa, a equipe retorna ao acidente de carro apenas para descobrir que um dos carros, dentro do qual uma mulher estava presa, está sumido. O carro acaba no encontro dos candidatos e Montgomery a resgata do carro. A equipe da estação 19 é então chamada a uma casa que acaba sendo onde a esposa de Rigo Vasquez mora e eles descobrem que é onde Gibson esteve nos últimos 3 meses. DeLuca descobre que Bishop chantageou a chefe Ross e eles brigam por causa disso |              |                                                             |                 |                                        |                         |                     |
| 79 | 2            | "Everybody's Got Something to Hide Except Me and My Monkey" | Peter Paige     | Henry Robles                           | 13 de outubro de 2022   | 3.74                |
| Herrera fica sabendo da chantagem de Bishop. Gibson chega ao hospital onde DeLuca cuida de seu ferimento. A equipe é chamada para um incêndio em um prédio, mas o hidrante está seco, então eles drenam a piscina para pegar água. Gibson revela a DeLuca que ele realmente saiu para encontrar sua irmã e se encontrou com seu irmão Cal, mas seu irmão não se lembrava dele. Herrera inventa uma história sobre a chantagem para contar ao resto da equipe para cobrir Bishop. Bishop tenta fazer as pazes com Becket dando-lhe álcool. |              |                                                             |                 |                                        |                         |                     |
| 80 | 3            | "Dancing with Our Hands Tied"                               | Tamika Miller   | Daniel Arkin                           | 20 de outubro de 2022   | 3.90                |
| Crisis One é chamada para uma possível violência doméstica, que acaba sendo na casa dos Dixon. A equipe da 19 é chamada para um incêndio em um carro elétrico. Vic convence DeLuca a fazer um teste de gravidez. Gibson briga com Eva Vasquez. |              |                                                             |                 |                                        |                         |                     |
| 81 | 4            | "Demons"                                                    | Michael Medico  | Emily Culver                           | 27 de outubro de 2022   | 3.87                |
| A estação está se preparando para o Halloween. Sullivan encontra Ross novamente. Um homem, Eli Stern, para na estação 19 para falar sobre a campanha de Montgomery. Gibson começa a ter alucinações envolvendo Rigo Vasquez. Eva Vasquez termina com Gibson. A equipe é chamada a uma feira, onde começa um incêndio no labirinto de milho. A estação 19 está realizando um evento de Halloween para crianças e Gibson passa por lá. |              |                                                             |                 |                                        |                         |                     |
| 82 | 5            | "Pick Up the Pieces"                                        | Jason George    | Mellow Brown                           | 3 de novembro de 2022   | 3.52                |
| Bishop e DeLuca finalmente fazem as pazes. Hughes tenta espalhar a palavra sobre o acampamento de bombeiras. Informações sobre o ataque embriagado de Montgomery ressurgem, pouco antes de sua reunião do conselho sindical. Crisis One é chamada para um homem que planeja morrer por suicídio. Gibson vem para a Clínica Memorial. A estação 19 é chamada a uma fábrica com várias pessoas trancadas em uma câmara hermética. Uma mulher misteriosa persegue Gibson enquanto está na clínica e entrega a DeLuca um arquivo para dar a Gibson. O homem da chamada do Crisis One acaba sendo a única pessoa capaz de abrir a câmara. Gibson revela que o arquivo é de sua irmã biológica. |              |                                                             |                 |                                        |                         |                     |
| 83 | 6            | "Everybody Says Don't"                                      | Daryn Okada     | Rochelle Zimmerman                     | 10 de novembro de 2022  | 3.99                |
| DeLuca admite a Bishop que fez um teste de gravidez sozinha. Stern agora está comandando a campanha de Montgomery em vez de Hughes. A estação está começando seu acampamento de meninas. Gibson para na estação e Ross o força a se voluntariar para o acampamento. A estação 19 é chamada para um acidente de helicóptero. A Chefe Ross está pedindo opiniões do Capitão Beckett. Ao resgatar um homem do helicóptero, a equipe se revolta contra Beckett, que faz de Herrera a capitã da missão. Gibson conta a Hughes sobre sua irmã. Um homem chega à estação com várias pessoas atingidas por um raio em seu carro. Hughes pede às meninas do acampamento feminino para ajudar na RCP. Ross pede a Hughes para comandar a Crisis One. Ross termina com Sullivan. Bishop está se machucando cada vez mais, o que afeta seu desempenho no trabalho. Esse episódio inicia um crossover com Grey's Anatomy que se conclui em "Thunderstruck". |              |                                                             |                 |                                        |                         |                     |
| 84 | 7            | "We Build Then We Break"                                    | Peter Paige     | Zaiver Sinnett                         | 23 de fevereiro de 2022 | 3.97                |
| A equipe luta contra um incêndio na casa da Dra. Meredith Grey. Jack encontra Maya ferida na estação e a leva para o Grey Sloan. Mais tarde, Andy e Vic são chamadas para sedar um homem que resiste à prisão pela polícia. Eles percebem que o homem não entende os policiais e declaram que é uma chamada da Crisis One. Tanto Ross quanto Dixon são chamados, e as circunstâncias pioram até que Ross consegue acalmar a situação e leva o homem para casa. Sullivan diz a Ross que está disposto a esperar por ela para que ela coloque sua carreira em primeiro lugar. Carina quer que Maya se recupere de seus ferimentos e a obriga a forçar o tratamento. |              |                                                             |                 |                                        |                         |                     |
| 85 | 8            | "I Know a Place"                                            | Paula Hunziker  | Leah Gonzalez                          | 2 de março de 2022      | 3.83                |
| Bishop está fazendo terapia com a Dra. Diane Lewis. Ela tem um grande avanço quando percebe que precisa vencer para evitar desapontar seu pai. Gibson está de volta à equipe para substituir Bishop. Os bombeiros recebem um chamado para o antigo bairro de Ruiz. Quando uma mulher corre de volta para uma casa em chamas, Ruiz vai contra as ordens e vai atrás dela. Beckett coloca Ruiz no banco por desobedecer. Hughes está preocupada que Ruiz possa morrer como Ripley. Dixon está tentando usar o incidente anterior com Ross, envolvendo uma possível violação dos direitos civis da polícia, para impulsionar sua campanha para prefeito. Na coletiva de imprensa, Ross credita a Crisis One e convida os oficiais a receberem o treinamento. Herrera quer que Beckett melhore sua liderança, mas é revelado que Beckett continua a beber no trabalho. |              |                                                             |                 |                                        |                         |                     |
| 86 | 9            | "Come as You Are"                                           | Tamika Miller   | Staci Okunola                          | 9 de março de 2022      | 3.97                |
| Na Clínica Memorial, DeLuca flerta com uma grávida que está tratando e Gibson percebe. Sullivan está tratando de um homem bêbado que Beckett quer enviar para um hospital. É revelado que o homem é tio de Beckett. Ruiz e Hughes estão realizando uma inspeção de incêndio em uma barbearia no antigo bairro de Theo. Hughes aponta violações elétricas, mas Ruiz a ignora. Quando a energia acaba, Hughes discute com Ruiz sobre como ele age de maneira diferente no antigo bairro. Eli vai em um chamado junto com Herrera e Montgomery para obter imagens para a campanha de Travis e acaba ferido. Eli convida Herrera para um encontro e ela aceita. Bishop contata DeLuca, mas Carina precisa de mais tempo separada. |              |                                                             |                 |                                        |                         |                     |
| 87 | 10           | "Even Better Than the Real Thing"                           | Paris Barclay   | Alex Fernandez                         | 16 de março de 2022     | 4.30                |
| As estações 19 e 88 estão realizando um exercício de treinamento liderado por Beckett. Cooper, da Estação 88, costumava servir sob o comando de Beckett e o chama de grande capitão. Ocorre um acidente durante o exercício e Copper se machuca e morre posteriormente. Ruiz afirma que a bebida de Beckett levou à morte de Cooper. Enquanto isso, a irmã biológica de Gibson, Brooke, e sua amiga chegam à delegacia feridas após dirigirem embriagadas. Gibson desaprova, o que perturba Brooke. No entanto, depois que sua amiga perde a consciência e é enviada para o hospital, eles se perdoam. Montgomery está conduzindo entrevistas de rádio com Eli no apartamento de Herrera. Ele se destaca depois de aprender a falar com o coração em vez de um roteiro. Mais tarde, Eli chega à estação para devolver as chaves de Herrera e eles se beijam. Bishop faz uma lasanha para DeLuca, que acaba com uma intoxicação alimentar, então Maya vai cuidar dela. |              |                                                             |                 |                                        |                         |                     |
| 88 | 11           | "Could I Leave You?"                                        | Michael Medico  | Rochelle Zimmerman & Beresford Bennett | 23 de março de 2023     | 3.88                |
| A equipe recebe um chamado para um incêndio na barbearia do antigo bairro de Ruiz. Temendo o estado mental de Beckett, a equipe decide ignorá-lo e deixa Herrera assumir o comando da situação. Beckett decide correr para a loja para resgatar um homem e quase morre. Enquanto isso, Hughes e a Dra. Diane Lewis estão se encontrando para a Crisis One, e DeLuca vem ver Bishop. Um carro entra na estação com um cervo morto no para-brisa e os três resgatam a mulher que estava dentro. Depois de ouvir a história da mulher, DeLuca teme que ela se machuque se ficar com Bishop. Maya confessa a Warren que deu álcool a Beckett. Ross garante que a investigação sobre o envolvimento de Beckett no acidente de treinamento seja imparcial. Beckett anuncia que está tirando uma licença. |              |                                                             |                 |                                        |                         |                     |
| 89 | 12           | "Never Gonna Give You Up"                                   | Kelly Park      | Meghann Plunkett                       | 30 de março de 2023     | 3.76                |
| Ross está repreendendo a equipe quando eles recebem um chamado sobre um homem e uma mulher que caíram dentro de uma caverna. Ross assume o comando e Montgomery e Bishop se repelem para resgatá-los. Bishop ouve pelo rádio que ocorreu um incidente no Grey Sloan. A mulher, que está transmitindo ao vivo o tempo todo, é resgatada por Montgomery, que lhe dá mais publicidade. Na estação, Warren trata de um homem que foi mordido por uma aranha viúva-negra e conta a Ben sobre o tumulto no Grey Sloan. Ruiz e Hughes realizam uma investigação informal de incêndio criminoso na barbearia e pedem aos funcionários que investiguem incidentes semelhantes na vizinhança. Ross quer que Herrera seja a capitã interina, mas Andy recusa e recomenda Sullivan. Em vez disso, Ross nomeia Ruiz como capitão interino. Bishop e Warren correm para o Grey Sloan para verificar seus cônjuges. |              |                                                             |                 |                                        |                         |                     |
| 90 | 13           | "It's All Gonna Break"                                      | David Greenspan | Benjamin Hayes                         | 6 de abril de 2023      | 3.70                |
| Os bombeiros são chamados a uma casa que está sendo demolida. Dois irmãos estão brigando lá dentro, colocando Gibson e Hughes em perigo. Ruiz está microgerenciando a situação e Hughes não tem tempo para atualizá-lo. Sullivan oferece uma solução, que vai contra o protocolo, mas todos são salvos depois que Ruiz cede. Ruiz e Hughes discutem sobre sua incapacidade de se comunicar. Enquanto isso, Bailey, DeLuca e Warren estão em um centro de gravidez em crise com Carina se passando por uma mulher grávida. Eles estão tentando obter provas de que as pessoas que trabalham lá não são profissionais médicos. Eles são descobertos, mas veem manifestantes do lado de fora do prédio que compartilham sua opinião. Montgomery está em um debate quando percebe um cabo exposto. Ele grava o telegrama na frente do público e o usa como uma metáfora de como ele consertará a cidade como prefeito. Eli e Montgomery comemoram sua atuação e acabam fazendo sexo. Dixon mostra a Bishop fotos de Sullivan e Ross na cama juntos. |              |                                                             |                 |                                        |                         |                     |
| 91 | 14           | "Get it All Out"                                            | Stacey K. Black | Peter Paige                            | 13 de abril de 2023     | 3.91                |
| A equipe está preparando o jantar para comemorar a capitania de Ruiz quando são chamados e Gibson acidentalmente deixa uma boca do fogão ligado. Quando eles voltam, os aspersores estragam a comida. Ruiz acusa Herrera de miná-lo, mas ela diz a ele que já havia recusado a oferta de ser capitão. Ross descobre que Sullivan está considerando um cargo em outra cidade porque foi preterido como capitão. Warren e Bishop são chamados para resgatar uma mulher grávida presa, que anteriormente flertou com DeLuca. Carina é chamada quando precisa fazer o parto. Montgomery fica ansioso quando descobre que pode se tornar prefeito de forma realista. Ele decide desistir e endossar outro candidato progressista, o que irrita Eli. Herrera descobre que Montgomery e Eli dormiram juntos, e Travis descobre que Eli e Andy se beijaram. Bishop conta a DeLuca e Herrera sobre as fotos de Ross e Sullivan. |              |                                                             |                 |                                        |                         |                     |
| 92 | 15           | "What Are You Willing to Lose"                              | Paris Barclay   | Zaiver Sinnett & Henry Robles          | 20 de abril de 2023     | 3.96                |
| Herrera e Bishop mostram a Ross as fotos dela e de Sullivan. Dixon quer o endosso de Ross em troca de seu silêncio sobre as fotos. Ross vai ao sindicato dos bombeiros e admite seu relacionamento com Sullivan. Bishop e DeLuca tratam de uma mulher ferida durante um encontro. A equipe é chamada para um incêndio em uma casa superlotada. Warren cai do telhado enquanto o inspeciona e quebra o braço. Ele encontra dois homens presos na casa, mas só pode carregar um deles antes que Ruiz convoque uma retirada. Uma bombeira chamada Kate Powell, que conhece Ruiz, substitui Warren enquanto ele está ferido. |              |                                                             |                 |                                        |                         |                     |
| 93 | 16           | "Dirty Laundry"                                             | Danielle Savre  | Emily Culver                           | 4 de maio de 2023       | 3.79                |
| O prefeito pediu a Ross que renunciasse, o que ela planeja fazer. Herrera a convence a lutar por sua posição para manter seu legado intacto. Warren continua se sentindo culpado por não ter salvado um homem. Seu amigo, que ele salvou, está no hospital e Warren fica ao lado de sua cama. Quando ele acorda, ele chuta Warren com raiva e Ben tem um colapso. Beckett retorna à estação em liberdade condicional. Ele pede desculpas à equipe e confessa que se sente culpado por ter causado a morte do amigo. Ele anuncia que não buscará sua capitania de volta e seu comportamento preocupa Hughes. |              |                                                             |                 |                                        |                         |                     |
| 94 | 17           | "All These Things That I've Done"                           | Yangzom Brauen  | Staci Okunola & Leah Gonzalez          | 11 de maio de 2023      | 3.51                |
| É dia de eleição e a estação está servindo como local de entrega de cédulas. Eli e Dixon aparecem para garantir que tudo esteja funcionando bem. Montgomery pede desculpas a Eli por desistir da corrida. Ross anuncia que Warren receberá uma Medalha de Valor por salvar um homem ferido, mas ele não a quer. Herrera, Sullivan e Ruiz se inscreveram para ser o capitão permanente da Estação 19. Em um chamado, os três lutam para se destacar para que possam fazer o melhor caso. Enquanto isso, Beckett ligou dizendo que estava doente e Hughes mente para Ruiz para que ela possa ver como ele está. Ela o está importunando com perguntas porque está preocupada que Beckett cometa suicídio. Depois que os dois compartilham suas perdas durante o trabalho, Beckett sofre um colapso e decide voltar para a reabilitação. Hughes teve seu próprio colapso depois que ele foi embora. Dixon perde a eleição e Eli aceita as desculpas de Montgomery. Gibson se encontra com sua irmã biológica, que encontrou sua irmã adotiva. Quando DeLuca descobre que Bishop não se candidatou para ser capitão para que ela pudesse colocar seu casamento em primeiro lugar, ela decide voltar a morar com Maya.                                                             |              |                                                             |                 |                                        |                         |                     |
| 95 | 18           | "Glamorous Life"                                            | Stacey K. Black | Zoanne Clack                           | 18 de maio de 2023      | 3.72                |
| A equipe comparece ao Baile dos Bombeiros onde Warren receberá sua Medalha de Valor. Após algum incentivo de Miranda, Warren aceita o prêmio em homenagem àqueles que não puderam ser salvos. Dixon está lá porque sua esposa supervisiona o baile. Gibson nota uma garçonete grávida chamada Nanette. Ross diz a Herrera em particular que ela será nomeada capitã. A notícia vaza e Hughes quer comemorar, o que deixa Ruiz chateado. A princípio, Bailey diz que a situação na cozinha dos fundos está sob controle, mas ninguém sabe ao certo. No baile, Ruiz e Hughes discutem sobre seu relacionamento. Mais tarde, Gibson pega Ruiz beijando Kate Powell. Quando a fumaça sai de uma parede, Ross faz com que Herrera assuma o comando para encontrar a fonte. Ela apaga o fogo no porão, mas percebe que o andar de cima está prestes a desabar. Ela tenta avisar os convidados, mas as pessoas, incluindo Ross, Dixon e Nanette, caem no buraco. Bishop e DeLuca encontram Nanette e realizam o parto de emergência de seu bebê. Sullivan encontra e reanima Ross, e eles fazem as pazes. Montgomery encontra Dixon e tenta realizar RCP em Dixon, mas ele sucumbe aos ferimentos e morre. A situação fica sob controle quando, de repente, Gibson entra em colapso. |              |                                                             |                 |                                        |                         |                     |

## Produção

### Desenvolvimento
Krista Vernoff, que atua como showrunner e produtora executiva de Grey's Anatomy e Station 19, assinou um contrato de dois anos com a ABC em 2021 para permanecer em ambas as séries, incluindo uma potencial sexta temporada. O acordo também mantém a Trip the Light Productions, produtora de Vernoff, ligada à série. A temporada foi oficialmente renovada em 11 de janeiro de 2022. Quando a ABC revelou sua programação de outono para a temporada de televisão de 2022-23, foi relatado que a temporada manteria seu horário anterior de quintas-feiras às 20h, horário do leste (ET). A estreia da temporada foi agendada para 6 de outubro de 2022.
Durante o processo de escrita da temporada, foi escrito um episódio em que um personagem usou uma calúnia racial várias vezes, o que levou a uma pausa na sala dos roteiristas. Foi revelado que houve incidentes raciais semelhantes no passado. Como resultado, Zoanne Clack foi nomeada roteirista principal e produtora executiva, substituindo Kiley Donovan.
No dia 25 de janeiro de 2023, foi anunciado que Krista Vernoff deixaria seu cargo de showrunner e produtora executiva de Grey's Anatomy e Station 19 na conclusão das temporadas 19 e 6, respectivamente. Sobre seus últimos anos na franquia, Vernoff declarou: "Foi o privilégio de uma vida inteira ser encarregada de dirigir Grey's Anatomy nos últimos seis anos e Station 19 nos últimos quatro." Shonda Rhimes, a criadora e showrrunner original de Grey's Anatomy, agradeceu a Vernoff pelo seu trabalho declarando que "a criatividade, a visão e a liderança dedicada de Krista permitiram que Grey's Anatomy e a Station 19 continuassem a florescer. Sou incrivelmente grata a ela por todo o seu trabalho duro. Ela sempre permanecerá parte da família Shondaland." Quanto ao futuro, Vernoff declarou que pode retornar ao drama médico - e ao spin-off - já que ela já teve um período afastada da produção: "A última vez que eu deixei Grey's Anatomy, eu fiquei fora por sete temporadas e o show ainda estava indo quando Shonda me chamou para dirigi-lo. Então eu não estou dizendo adeus porque isso seria muito agridoce. Estou dizendo: 'Até daqui a sete temporadas'".
O plano de sucessão para Station 19 ficou em fase de estudos, com a produtora executiva de Grey's Anatomy, Zoanne Clack, que adicionou funções de produtora executiva e roteirista principal em Station 19, sendo cotada a se tornar co-showrunner do drama de socorristas, segundo o Deadline. Ela dividiria o papel com Peter Paige, que atuou em Station 19 como produtor consultor. Posteriormente, a informação se confirmou, como Clack e Paige sendo nomeados showrrunners da sétima temporada.

### Casting
Todo o elenco principal da quinta temporada retornou para a sexta temporada, exceto Okieriete Onaodowan, que saiu no meio da temporada anterior. Em 2 de agosto de 2022, foi anunciado que Pat Healy, Josh Randall e Merle Dandridge haviam se juntado ao elenco principal para a sexta temporada. Randall e Dandridge foram promovidos após desempenharem papéis recorrentes na temporada anterior, enquanto Healy foi promovido após uma participação na quinta temporada e papel recorrente nas temporadas 3 e 4. Em 17 de agosto, foi anunciado que Kelly Thiebaud, intérprete de Eva Vasquez, retornaria na sexta temporada, mas nenhum detalhe sobre o enredo de sua volta foi revelado. Thiebaud deixou a série na terceira temporada, depois que sua personagem ficou viúva.

## Recepção

### Resposta da crítica
Merle Dandridge recebeu uma menção honrosa como Artista da Semana do TVLine por sua atuação em "We Build Then We Break". A redatora principal Zoanne Clack e o escritor Zaiver Sinnett ganharam o "Prêmio Sentinela por Representação de Racismo Sistêmico" pelo mesmo episódio.

### Audiência
A temporada foi a quinta série de televisão com roteiro mais assistida da ABC durante a temporada de televisão de 2022-2023 no grupo demográfico de 18 a 49 anos. Ao longo de sua transmissão, na audiência do mesmo dia de transmissão, a temporada teve média de 0.47 rating no grupo demográfico de 18-49 anos e 3.86 milhões de telespectadores, uma queda de 22 e 14 por cento, respectivamente, em relação à temporada anterior. Na audiência ao vivo+7 dias, a temporada teve média de 0.7 rating no grupo demográfico de 18-49 anos e 5.20 milhões de telespectadores, uma queda de 21 e 15 por cento, respectivamente.
| №  | Título                                                      | Exibição original       | Rating/share (18–49) | Audiência (em milhões) | DVR (18–49) | Audiência em DVR (milhões) | Total (18–49) | Audiência total (em milhões) | Ref(s) |
| -- | ----------------------------------------------------------- | ----------------------- | -------------------- | ---------------------- | ----------- | -------------------------- | ------------- | ---------------------------- | ------ |
| 1  | "Twist and Shout"                                           | 6 de outubro de 2022    | 0.5                  | 4.19                   | 0.3         | 1.62                       | 0.8           | 5.82                         | [ 45 ] |
| 2  | "Everybody's Got Something to Hide Except Me and My Monkey" | 13 de outubro de 2022   | 0.5                  | 3.70                   | 0.2         | 1.49                       | 0.7           | 5.19                         | [ 46 ] |
| 3  | "Dancing with Our Hands Tied"                               | 20 de outubro de 2022   | 0.4                  | 3.90                   | 0.2         | 1.40                       | 0.6           | 5.30                         | [ 47 ] |
| 4  | "Demons"                                                    | 27 de outubro de 2022   | 0.5                  | 3.87                   | 0.2         | 1.35                       | 0.8           | 5.22                         | [ 48 ] |
| 5  | "Pick Up the Pieces"                                        | 3 de novembro de 2022   | 0.5                  | 3.52                   | 0.3         | 1.49                       | 0.7           | 5.02                         | [ 49 ] |
| 6  | "Everybody Says Don't"                                      | 10 de novembro de 2022  | 0.5                  | 3.99                   | 0.3         | 1.47                       | 0.8           | 5.46                         | [ 50 ] |
| 7  | "We Build Then We Break"                                    | 23 de fevereiro de 2023 | 0.5                  | 3.97                   | —           | —                          | —             | —                            | —      |
| 8  | "I Know a Place"                                            | 2 de março de 2023      | 0.5                  | 3.83                   | —           | —                          | —             | —                            | —      |
| 9  | "Come As You Are"                                           | 9 de março de 2023      | 0.5                  | 3.97                   | —           | —                          | —             | —                            | —      |
| 10 | "Even Better Than the Real Thing"                           | 16 de março de 2023     | 0.5                  | 4.30                   | —           | —                          | —             | —                            | —      |
| 11 | "Could I Leave You?"                                        | 23 de março de 2023     | 0.5                  | 3.88                   | —           | —                          | —             | —                            | —      |
| 12 | "Never Gonna Give You Up"                                   | 30 de março de 2023     | 0.5                  | 3.76                   | —           | —                          | —             | —                            | —      |
| 13 | "It's All Gonna Break"                                      | 6 de abril de 2023      | 0.4                  | 3.70                   | —           | —                          | —             | —                            | —      |
| 14 | "Get it All Out"                                            | 13 de abril de 2023     | 0.4                  | 3.91                   | —           | —                          | —             | —                            | —      |
| 15 | "What Are You Willing to Lose"                              | 20 de abril de 2023     | 0.5                  | 3.96                   | —           | —                          | —             | —                            | —      |
| 16 | "Dirty Laundry"                                             | 4 de maio de 2023       | 0.5                  | 3.79                   | —           | —                          | —             | —                            | —      |
| 17 | "All These Things That I've Done"                           | 11 de maio de 2023      | 0.4                  | 3.51                   | —           | —                          | —             | —                            | —      |
| 18 | "Glamorous Life"                                            | 18 de maio de 2023      | 0.5                  | 3.72                   | —           | —                          | —             | —                            | —      |

Notas
1. ↑  Nas classificações da Nielsen, rating é uma fração do número total de residências com televisores em comparação com o número de aparelhos de televisão sintonizados em um programa específico.[41]
2. ↑  Os dados Ao vivo + 7 dias incluem o número de telespectadores que assistem aos episódios dentro de sete dias de sua transmissão original por meio de DVR e streaming de vídeo sob demanda.[43]